# Inférence de types
L'inférence de types est un mécanisme qui permet à un compilateur ou un interpréteur de rechercher automatiquement les types associés à des expressions, sans qu'ils soient indiqués explicitement dans le code source.
Il s'agit pour le compilateur ou l'interpréteur de trouver le type le plus général que puisse prendre l'expression. Les avantages à disposer de ce mécanisme sont multiples : le code source est plus aéré, le développeur n'a pas à se soucier de retenir les noms de types, l'interpréteur fournit un moyen au développeur de vérifier (en partie) le code qu'il a écrit et le programme est peu modifié en cas de changement de structure de données. Les expressions restent les plus générales possibles — l'inférence de types va de pair avec le polymorphisme, puisque le compilateur génère des types abstraits au besoin. Enfin, le compilateur, lui, dispose de toutes les informations de type, il y a un typage fort et statique, ce qui lui permet de produire du code plus sûr et plus efficace.
Le mécanisme d'inférence de type est présent dans certains langages de programmation fonctionnelle.

## Exemple
OCaml est un exemple de langage qui utilise l'inférence de type :
```
    
let
 
rec
 
longueur
 
=
 
function

    
|
 
[]
   
->
 
0

    
|
 
h
::
t
 
->
 
1
 
+
 
(
longueur
 
t
);;

```

Le code présenté montre qu'il s'agit d'une fonction qui prend en entrée une liste quelconque (vide ou non) et qui renvoie un entier. En fait, cette fonction permet de calculer la longueur d'une liste. Lorsque ce morceau de code est envoyé à l'interpréteur, celui-ci répond :
```
    
longueur
 
:
 
'
a
 
list
 
->
 
int
 
=
 
<
fun
>

```

Caml indique ainsi qu'il reconnait que la fonction longueur prend en entrée un quelque chose de type 'a list, c'est-à-dire une liste quelconque (d'entiers, de réels, de chaînes de caractères, etc.). Caml reconnait aussi que la fonction renvoie une valeur de type entier (int).
C# est un autre exemple de langage qui utilise l'inférence de type.
```
    
var
 
name
 
=
 
"James Bond"
;

    
var
 
age
 
=
 
25
;

    
var
 
isSecret
 
=
 
true
;

    
var
 
r
 
=
 
2.52
;

    
Type
 
nameType
 
=
 
name
.
GetType
();

    
Type
 
ageType
 
=
 
age
.
GetType
();

    
Type
 
isSecretType
 
=
 
isSecret
.
GetType
();

    
Type
 
rType
 
=
 
r
.
GetType
();

  

    
Console
.
WriteLine
(
"name is type : "
 
+
 
nameType
.
ToString
());

    
Console
.
WriteLine
(
"age is type : "
 
+
 
ageType
.
ToString
());

    
Console
.
WriteLine
(
"isSecret is type : "
 
+
 
isSecretType
.
ToString
());

    
Console
.
WriteLine
(
"r is type : "
 
+
 
rType
.
ToString
());

    

    
//Output

    
//name is type : System.String

    
//age is type : System.Int32

    
//isSecret is type : System.Boolean

    
//r is type : System.Double

```

## Exemples de langages utilisant l'inférence de type
- Boo
- C#
- C++11
- Caml
- Crystal
- D
- F#
- Go
- Haskell
- PureScript
- Haxe
- Java 8[1]
- Kotlin
- ML
- OCaml
- Rust
- Scala
- Scol
- Swift
- TypeScript
- Vala